# Harlene Anderson
Harlene Anderson (nacida en 1942) es una psicóloga estadounidense y cofundadora del enfoque postmoderno de terapia colaborativa. En la década de 1980, Anderson y su colega Harold A. Goolishian fueron pioneros en una nueva técnica que se utiliza para relacionarse con los pacientes dentro de la terapia a través del lenguaje y la colaboración, y sin el uso de etiquetas de diagnóstico. Este enfoque de la terapia coloca al paciente en control de la sesión de terapia y le pide al terapeuta que se concentre en la sesión de terapia actual e ignore cualquier noción preconcebida que pueda tener. Este enfoque se desarrolló por primera vez para el uso de la terapia de salud mental y familiar, pero desde entonces se ha expandido a una variedad de prácticas profesionales como la psicología organizativa, educación superior e investigación.

## Educación
Anderson tiene su doctorado en Psicología y tiene licencia para practicar consejería profesional y terapia matrimonial y familiar. Anderson recibió su licenciatura y maestría de la Universidad de Houston, Texas. Luego recibió su Doctorado en Psicología con un enfoque en Terapia Matrimonial y Familiar del Union Institute and University, que se encuentra en Cincinnati, Ohio.

## Investigación
En 1997, Anderson publicó su primer libro basado en su teoría sobre la terapia colaborativa llamado "Conversación, lenguaje y posibilidades: un enfoque posmoderno de la terapia". Esta teoría, denominada enfoque colaborativo posmoderno, se centra en que los terapeutas colaboren con sus clientes sin emitir juicios para garantizar que se entienda al cliente con precisión. Fuera de las sesiones de terapia, los terapeutas deben pasar continuamente por un proceso de autorreflexión y autoconciencia para evitar que la naturaleza innata de juicio de los humanos enturbie su propia opinión sobre una sesión de terapia futura. Dentro de las sesiones de terapia, los terapeutas asumen un papel de conversación con su cliente y ven al cliente como el experto en la conversación en lugar de a sí mismos. A diferencia de otros enfoques terapéuticos de la época, el enfoque colaborativo posmoderno pedía que los terapeutas tampoco usaran etiquetas de diagnóstico, ya que estas pueden tener nociones preconcebidas y opiniones detrás de ellas que también pueden alterar la visión del terapeuta.

## Carrera
Harlene Anderson cofundó varios institutos que profundizan la investigación en los campos de la psicología y la terapia. En primer lugar, fue cofundadora del Houston Galveston Institute cuando se inauguró en 1978 y desde entonces ha sido miembro de la junta directiva durante los siguientes 41 años. Después de esto, Anderson cofundó el Instituto Taos en 1993, donde ha trabajado en la junta directiva durante los últimos 26 años y actualmente se desempeña como asesora en su programa de doctorado. En 2002, Anderson fundó y se convirtió en directora interina de Access Success International, un trabajo que ha mantenido durante 17 años. Anderson es miembro de la junta directiva de Texas Medical Assistant and Development y del Family Business Institute. Actualmente trabaja como consultora para empresas, escuelas e individuos y también es oradora principal en conferencias sobre terapia familiar y matrimonial.

## Logros/Premios
Harlene Anderson ha ganado varios premios durante su carrera por sus contribuciones al desarrollo de teórico, así como prácticas y capacitación innovadoras. Estos incluyen:
- 1997: Premio de la Asociación de Texas para Terapia Matrimonial y Familiar por su trayectoria.
- 2000: Premio de la Asociación Estadounidense para el Matrimonio y la Terapia Familiar por Contribuciones Sobresalientes a la Terapia Matrimonial y Familiar. Premio de la Academia Estadounidense de Terapia Familiar 2008 por su contribución distinguida a la teoría y práctica de la terapia familiar.

## Libros Publicados
- Anderson, H. (1997). Conversation, language, and possibilities: A postmodern approach to therapy. Basic Books.
- Anderson, H., & Jensen, P. (Eds.). (2007). Innovations in the reflecting process. Karnac Books.
- Anderson, H., Cooperrider, D. L., Gergen, K. J., Gergen, M. M., McNamee, S., & Whitney, D. (2008). The appreciative organization. Chagrin Falls, OH: Taos Institute Publications.
- Anderson, H., & Gehart, D. (Eds.). (2012). Collaborative therapy: Relationships and conversations that make a difference. Routledge.

## Artículos de Revista
- Anderson, H. & London, S. (2011). Collaborative learning: Teachers learning through relationships and conversations. Nova Perspectiva Sistemica.
- Anderson, H. & Swim, S. (1993). Learning as collaborative conversation: Combining the student's and the teacher's expertise. Human systems: The Journal of Systemic Consultation and Management, 4, 145-160.
- Gergen, K., Hoffman, L. & Anderson, H. (1995). Is diagnosis a disaster?: A constructionist trialogue. In F. Kaslow (Ed.), Handbook of relational diagnosis (pp. 102-118). New York: John Wiley & Sons.
- Goolishian, H. & Anderson, H. (1980, Summer). Discussion: Engagement techniques in family therapy. International Journal of Family Therapy, 2(2).
- Goolishian, H. & Anderson, H. (1987). Language systems and therapy: An evolving idea. Psychotherapy, 24, 529-538.
- London, S. (2012). Collaborative therapy. (Sylvia London with reflections by Harlene Anderson). In A. Rambo, C. West, A. L. Schooley & T. V. Boyd (Eds). Family therapy review: Contrasting contemporary models. New York: Routledge.